# Ратуша (Новий Сад)
Ратуша Нового Сада (серб. Градска кућа у Новом Саду / Gradska kuća u Novom Sadu) — громадська будівля, що є резиденцією мерії Нового Сада. Розташована на Площі Свободи (серб. Трг слободе 1 / Trg slobode 1). Спроєктована міським архітектором Нового Сада Дєрдєм (Георгом) Молнаром у стилі неоренесансу 1893 року за зразком ратуші австрійського міста Грацу.

## Додаткові посилання
- Gradska kuća Novi Sad // Solis Nekretnine Novi Sad [Архівовано 27 квітня 2021 у Wayback Machine.]
- Gradska kuća. Trg slobode 1 , Novi Sad // Moj Novi Sad (mojnovisad.com) [Архівовано 27 квітня 2021 у Wayback Machine.]
- Gradska kuća Novi Sad (Gradska kuća u Novom Sadu) [Архівовано 27 квітня 2021 у Wayback Machine.] // • Srbija Forum
- U Novom Sadu kao u Gracu // Nadmetanje u lepoti gradskih kuća - Svedoci burne istorije srpskih urbanih centara. Sajt eKapija.com [Архівовано 27 квітня 2021 у Wayback Machine.]
- Кузьмичёва Л. В., Лобанов М. М. Нови-Сад [Архівовано 12 квітня 2021 у Wayback Machine.] // БРЭ